# René Fernández
René Fernández (1906 - 1956) fou un futbolista bolivià de la dècada de 1930.
Fou 2 cops internacional amb la selecció boliviana de futbol, amb la qual disputà la Copa del Món de futbol de 1930. Pel que fa a clubs, defensà els colors del club Alianza Oruro.